# Sintel
Sintel je počítačově animovaný krátký film od Blender Institute, který je součástí Blender Foundation. Jméno pochází z nizozemského slova sintel, které znamená uhlík nebo žhavý popel. V komentáři na blogu to potvrdil Ton Roosendaal slovy „Sintel je část žhavého uhlí nebo kovu. Slabě světélkuje, hoří a poté se změní na prach…“
Film byl vytvořen v programu Blender, volně šiřitelném 3D modelovacím programu vytvořeném stejnou nadací.

## Přehled
Práce na filmu začaly v roce 2009 v květnu. Prvně byl film oficiálně představen na Nizozemském filmovém festivalu (Netherlands Film Festival) 27. září 2010 a o 3 dny poté, tedy 30. září, byl publikován na internetu.

## Příběh
Dívka jménem Sintel pátrá po malém drakovi, kterého pojmenovala Scales. Zpětný záběr prozrazuje, jak Sintel našla malého draka s poraněným křídlem a postarala se o něj. Mezím ním a Sintel se vytvoří úzký vztah. Časem, když se Scalesovi křídlo uzdraví a je schopný létat, ho chytí dospělý drak. Sintel se rozhodne podniknout cestu na záchranu Scalese, porážejíce všechny zvířata a bojovníky, kteří jí přijdou do cesty. Konečně doráží do jeskyně, kde sídlí dospělý drak s mládětem. Dospělý drak Sintel zpozoruje a zaútočí, ale poté najednou zaváhá jí zabít. Sintel toho využije, draka zabije a až poté si všimne jizvy na křídle. Uvědomí si, že dospělý drak je Scales a že i ona značně zestárla. Se zlomeným srdcem opouští jeskyni, nevědomky pronásledovaná Scalesovým potomkem.